# Veine supra-orbitaire
La veine supra-orbitaire est une veine qui draine une partie du sang du front et de la région sourcilière.

## Trajet
La veine supra-orbitaire commence sur le front, où elle communique avec la branche frontale de la veine temporale superficielle.
Elle descend superficiellement au-dessus du muscle frontal.
Elle rentre dans l'orbite par le foramen supra-orbitaire où elle reçoit la veine diploétique frontale.
Elle fusionne avec la veine angulaire pour former la veine ophtalmique supérieure.

## Drainage
La veine supra-orbitaire aide à drainer le sang du front, des sourcils et de la paupière supérieure.

## Galerie

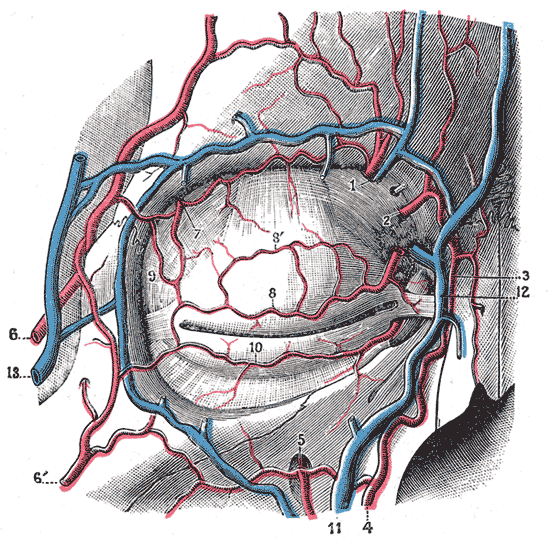
Vaisseaux sanguins des paupières, vue de face.
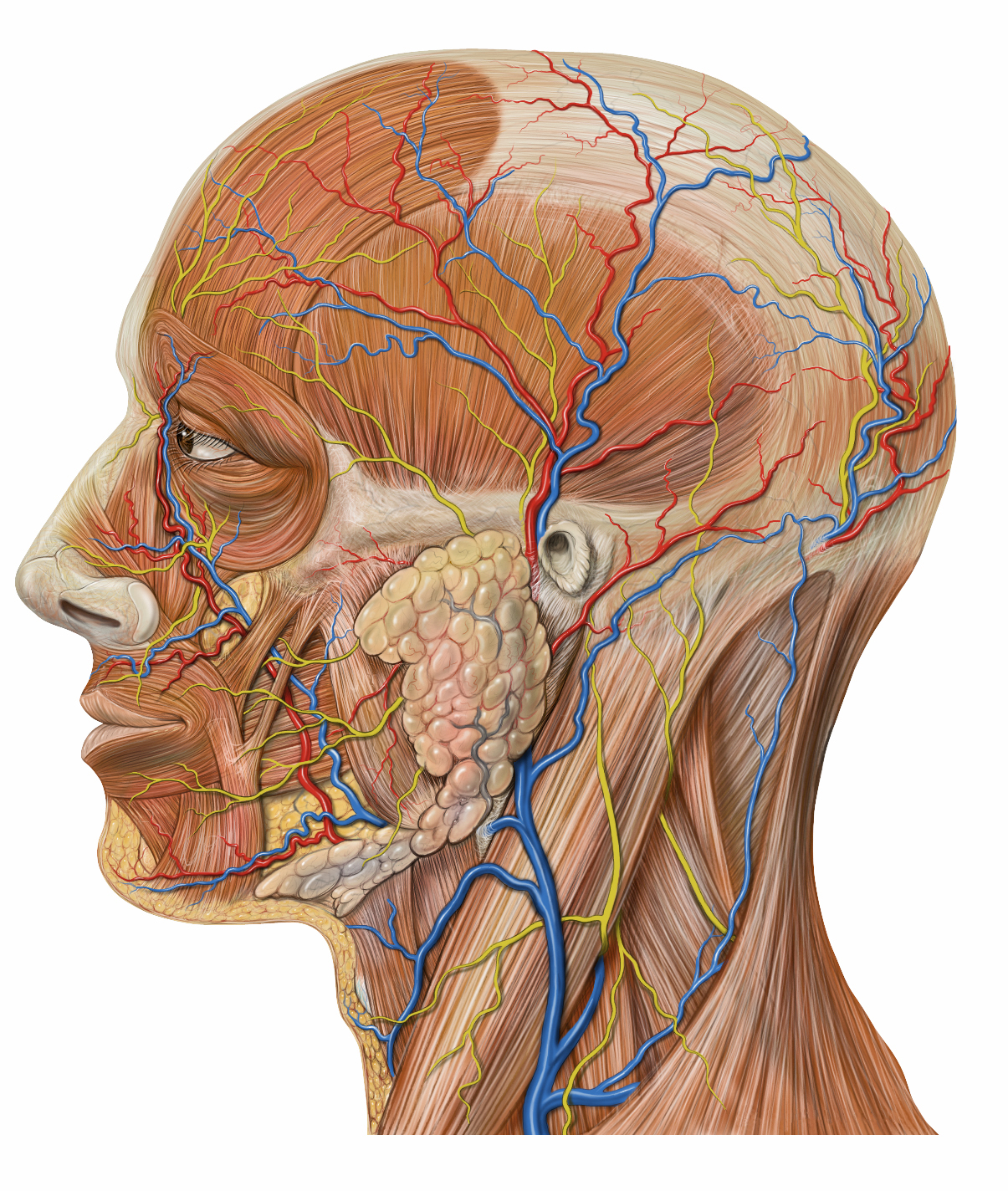
Détail de l'anatomie latérale de la tête
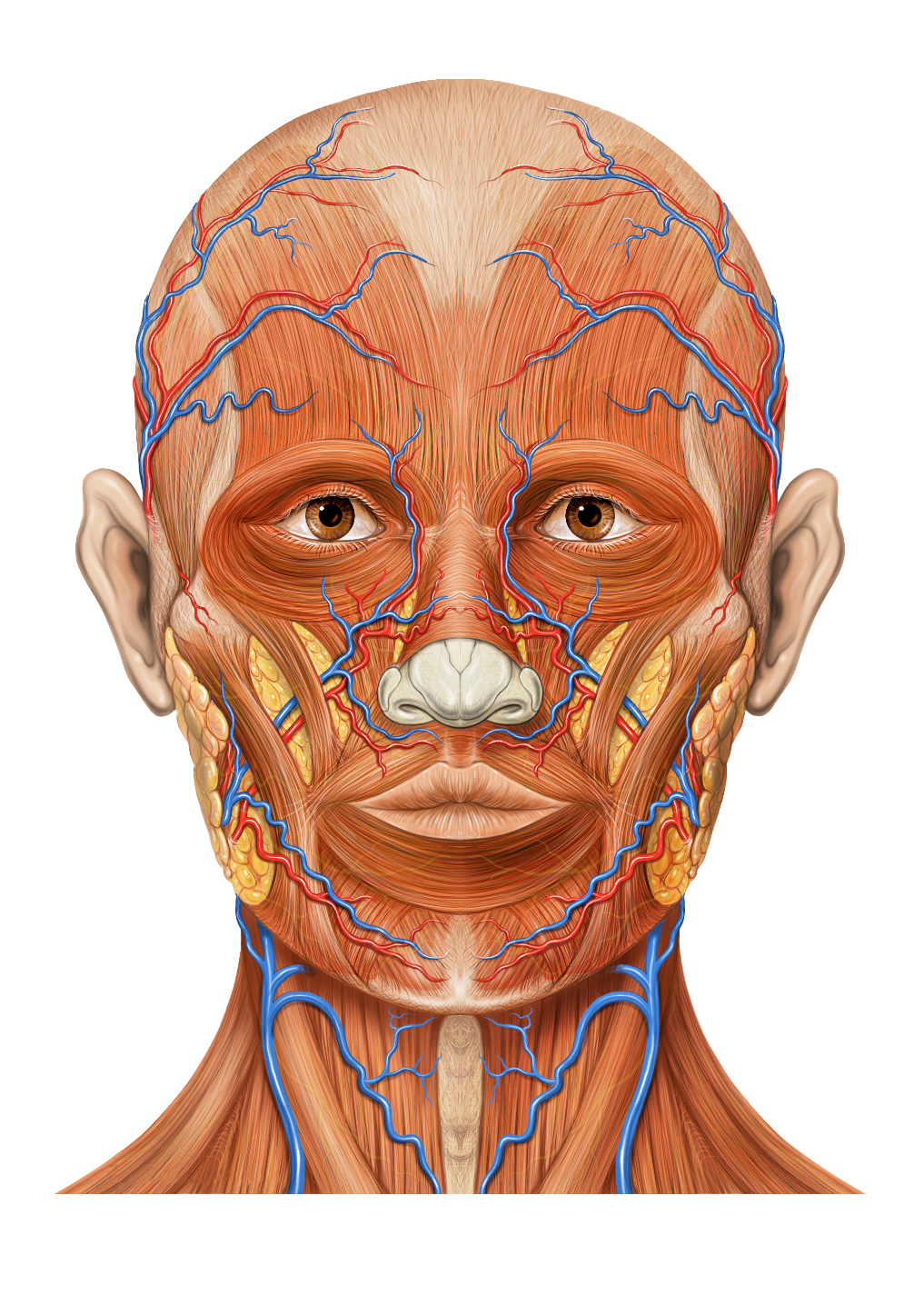
Vue antérieure de l'anatomie de la tête